# Profesionalen Futbolen Klub Černo More Varna 2016-2017
Questa voce raccoglie le informazioni riguardanti il Profesionalen Futbolen Klub Černo More Varna nelle competizioni ufficiali della stagione 2016-2017.

## Rosa
| N. |                       | Ruolo | Calciatore         |
| -- | --------------------- | ----- | ------------------ |
| 3  | Bulgaria (bandiera)   | C     | Daniel Georgiev    |
| 4  | Bulgaria (bandiera)   | D     | Mihail Venkov      |
| 5  | Bulgaria (bandiera)   | D     | Stefan Stančev     |
| 6  | Bulgaria (bandiera)   | C     | Aleksandăr Cvetkov |
| 7  | Portogallo (bandiera) | C     | Hugo Seco          |
| 8  | Rep. Ceca (bandiera)  | C     | Jan Malík          |
| 9  | Gambia (bandiera)     | A     | Bacari             |
| 10 | Bulgaria (bandiera)   | C     | Ilian Iliev        |
| 11 | Bulgaria (bandiera)   | C     | Vladislav Romanov  |
| 13 | Bulgaria (bandiera)   | C     | Ivan Kokonov       |
| 15 | Bulgaria (bandiera)   | D     | Trajan Trajanov    |
| 17 | Bulgaria (bandiera)   | D     | Martin Kostadinov  |

| N. |                       | Ruolo | Calciatore          |
| -- | --------------------- | ----- | ------------------- |
| 21 | Bulgaria (bandiera)   | C     | Georgi Iliev        |
| 22 | Bulgaria (bandiera)   | D     | Plamen Nikolov      |
| 27 | Bulgaria (bandiera)   | C     | Ilian Nedelčev      |
| 29 | Slovacchia (bandiera) | A     | Marek Kuzma         |
| 31 | Rep. Ceca (bandiera)  | P     | Přemysl Kovář       |
| 33 | Bulgaria (bandiera)   | P     | Emil Mihajlov       |
| 34 | Bulgaria (bandiera)   | D     | Aleksandar Mihajlov |
| 40 | Serbia (bandiera)     | P     | Aleksandar Čanović  |
| 73 | Rep. Ceca (bandiera)  | D     | Ondřej Sukup        |
| 84 | Bulgaria (bandiera)   | C     | Todor Palankov      |
| 97 | Bulgaria (bandiera)   | C     | Nikolaj Minkov      |
| 98 | Bulgaria (bandiera)   | A     | Valentin Joskov     |